# Hurrikan Helene
Hurrikan Helene war ein Hurrikan der Atlantischen Hurrikansaison 2024, der sich Ende September 2024 über dem Karibischen Meer bildete. Er tangierte zunächst die Yucatán-Halbinsel, die Kaimaninseln und Kuba, bevor er auf das US-amerikanische Festland traf und anschließend weiter ins Landesinnere zog, wobei besonders die US-Bundesstaaten Florida, Georgia, North Carolina, South Carolina und Tennessee betroffen waren.
Nach derzeitigem Stand kamen durch den Sturm und seine Folgen mindestens 247 Menschen ums Leben, was ihn zum tödlichsten Hurrikan auf dem US-amerikanischen Festland seit Hurrikan Katrina im Jahre 2005 macht. Die Höhe der Sachschäden ist noch nicht abzusehen, liegt ersten Schätzungen zufolge aber im Bereich von 30 bis knapp 50 Mrd. US-Dollar.

## Sturmverlauf

Wetterradaraufnahmen während des Auftreffens auf die Küste

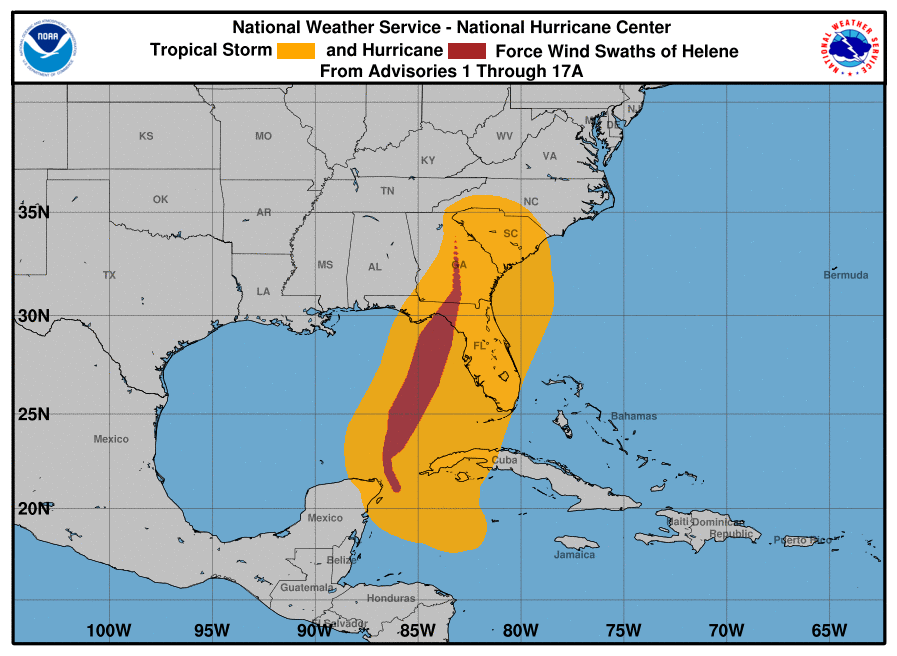
Windfeld von Helene: rot Winde mit Hurrikanstärke, Orange Winde mit Tropensturmstärke

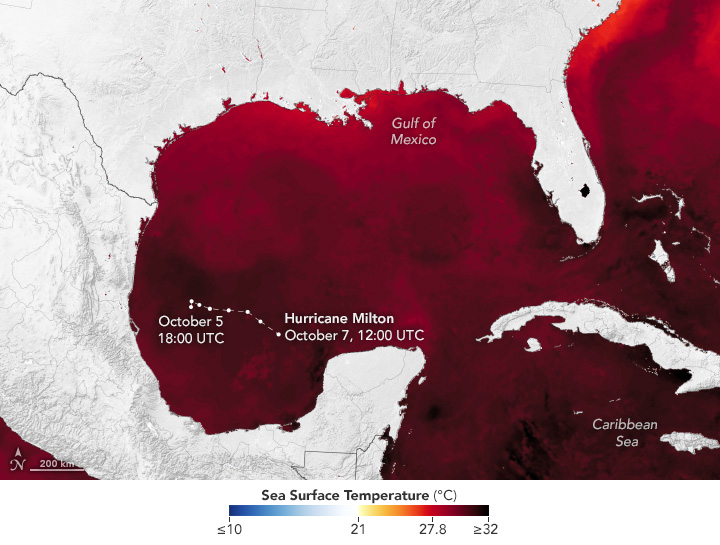
Meeresoberflächentemperaturen im Golf von Mexiko am 6. Oktober 2024, etwa zwei Wochen nach dem Entstehen von Helene

Am 23. September 2024 begann das National Hurricane Center (NHC) Warnungen bezüglich des potentiellen Tropischen Sturms Nr. Neun über der westlichen Karibik herauszugeben. Aufgrund der dafür günstigen Bedingungen mit extrem warmen Meerestemperaturen zwischen 29,5 und 30,5 °C, einer sehr feuchten Atmosphäre und der nur moderaten Windscherung wurde schon früh eine Intensivierung zum Hurrikan erwartet. Zudem führte Helenes Zugbahn über die Meeresströmung „Loop Current“, die warmes Wasser aus der Karibik in den Golf von Mexiko befördert.
Am 24. September um 15 Uhr UTC entwickelte sich das System zum Tropischen Sturm „Helene“. Genau 24 Stunden später, am 25. September um 15 Uhr UTC bzw. um 10 Uhr EST (Ortszeit) stufte das NHC Helene, die sich zu dieser Zeit in der Nähe von Cancún vor der Nordostspitze Yucatáns befand, zum Hurrikan hoch. Trockene Luftmassen westlich des Sturms und eine gemäßigte vertikale Windscherung bewirkten dort zunächst eine moderate Intensivierung von Helene. Dennoch wurden an der Nordostküste Yucatans sowie an der kubanischen Westküste Böen bis zu 120 km/h sowie Starkregen von bis zu 100 l/m² innerhalb von 24 Stunden vor allem im Osten Kubas erwartet. Am Morgen (Ortszeit) des 26. September erreichte der Hurrikan die zweite Kategorie, später wurde er zum Kategorie-3- und noch am gleichen Tag zum Kategorie-4-Hurrikan hochgestuft.
Am 26. September 2024, kurz vor Mitternacht (Ortszeit), traf Helene nahe der Mündung des Aucilla Rivers im Big Bend von Florida als Kategorie-4-Hurrikan mit anhaltenden Windgeschwindigkeiten von 220 km/h auf Land, etwa 15 km westlich von Perry. Helene war der vierte Hurrikan 2024, der die USA traf, was zuvor nur vier Mal vorkam, und der dritte binnen 13 Monaten, der auf den Big Bend von Florida traf. Helene war zudem der achte Hurrikan, der in den vergangenen acht Jahren mit Kategorie 4 oder 5 auf die US-Küste traf. Das ist dieselbe Zahl wie in den 57 Jahren davor.
In den Stunden nach dem Landgang schwächte sich Helene ab und zog in einem Bogen erst nach Nordosten, dann nach Westen. Am Abend des 27. war Helene noch ein tropisches Tief mit Windgeschwindigkeiten von 55 km/h, hatte aber immer noch einen ungewöhnlich niedrigen Kerndruck von 982 hPa. Kurz darauf wurde Helene über dem Westen von Kentucky posttropisch, produzierte aber weiterhin katastrophale Niederschläge. Prognosen ließen erwarten, dass sich die Zuggeschwindigkeit des Systems verringert und es mehrere Tage weitgehend stationär bleibt.
Während seiner Existenz machte Helene zwei Phasen rapider Intensivierung durch, darunter eine, bei der sich der Hurrikan in den 24 Stunden vor dem Treffen auf Land um 55 mph verstärkte. Das war der vierthöchste Wert, der seit 1950 im Atlantik gemessen wurde. Als entscheidend bei der Verstärkung Helenes werden die vom menschengemachten Klimawandel viel wahrscheinlicher gemachten extrem hohen Wassertemperaturen angesehen, die 2024 im Golf von Mexiko neue Rekordwerte erreichten. Auch die Wärmeenergie im Golf von Mexiko war die höchste seit Beginn der Aufzeichnungen. Auch zwei Attributionsstudien kamen zum Ergebnis, dass der menschengemachte Klimawandel einen Anteil an den katastrophalen Niederschlagsmengen hatte. Während die eine Studie konkludierte, dass der Klimawandel Niederschläge wie in Georgia bis 20 Mal so wahrscheinlich machte, schlussfolgerte die andere, dass Wirbelstürme wie Helene inzwischen 20 % mehr Regen bringen als in einem nicht vom Menschen veränderten Klima.

## Vorbereitungen auf den Sturm

### Mexiko und Karibik
Das National Hurricane Center (NHC) gab für den östlichen Teil der Halbinsel Yucatán am 24. September zunächst eine Tropensturmwarnung heraus, die später zu einer Hurrikanwarnung hochgestuft wurde. Aufgrund des Sturmes mussten der Bahnbetrieb der Tren Maya sowie der Fährbetrieb auf die Isla Mujeres eingestellt werden, zudem konnten in den Häfen der Region am 24. und 25. September keine Kreuzfahrtschiffe anlegen. Die Schulen wurden für etwa zwei Tage geschlossen.
Am 24. September wurde auch für die Kaimaninseln eine Tropensturmwarnung ausgegeben. Schulen und Flughäfen wurden daraufhin geschlossen.
In Kuba wurden nach einer Tropensturmwarnung Schulen und Häfen geschlossen sowie der Fährbetrieb eingestellt.

### Vereinigte Staaten

Größe von Helene im Vergleich mit anderen Hurrikans

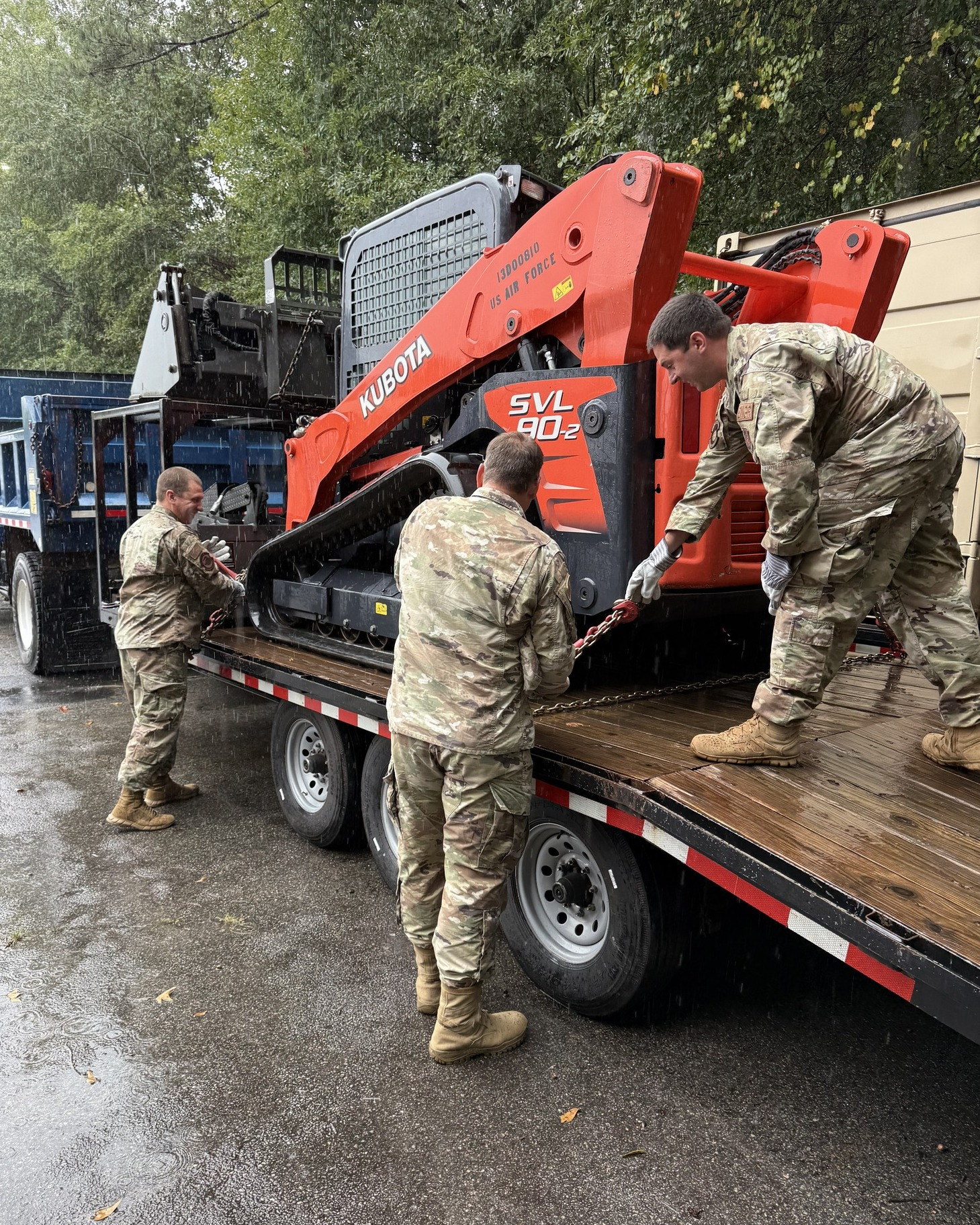
Soldaten der Nationalgarde beim Vorbereiten des Hilfseinsatzes

Das National Hurricane Center (NHC) gab für zahlreiche Regionen in den USA Hurrikan- bzw. Tropensturmwarnungen heraus. Am 26. September 21:00 UTC warnte es wenige Stunden vor dem Eintreffen des Sturms an der Küste mit deutlichen Worten vor dem „sehr gefährlichen, großen, schweren Hurrikan“ sowie dessen Folgen. Demnach könnte am gefährdetsten Küstenabschnitt zwischen Carrabelle und dem Suwannee River eine Sturmflut mit einer Höhe von 15 ft (4,6 m) bis 20 ft (6,1 m) über dem Niveau einer durchschnittlichen Flut auftreten und auch in weniger exponierten Abschnitten teils mehrere Meter erreicht werden. Da Helene ein ungewöhnlich großer Hurrikan war, der sich noch dazu schnell bewegte, warnte das NHC vor zerstörerischen Winden, die bis weit ins Binnenland bis an die südlichen Appalachen reichen könnten. Zu dem Zeitpunkt wurden noch bis 95 km vom Zentrum entfernt Winde mit Hurrikanstärke erreicht, Winde mit Tropensturmstärke wurden sogar noch 500 km vom Zentrum erreicht. Über Teilen der südöstlichen USA bis zu den südlichen Appalachen wurden Niederschlagsmengen zwischen 150 und 300 mm prognostiziert, lokal bis etwa 500 mm. Das NHC warnte vor katastrophalen und möglicherweise lebensbedrohlichen Sturzfluten und überfluteten Siedlungsflächen sowie erheblichen Überflutungen durch über die Ufer getretene Flüsse. In steilem Terrain sei zudem mit einer erheblichen Zahl an Erdrutschen zu rechnen. Weiterhin warnte das NHC vor Tornados und hohem Wellengang mit lebensbedrohlichen Strömungen.
In Florida wurden 61 von 67 Counties zu Notstandsgebieten erklärt, über 3000 Nationalgardisten des Bundesstaates in Bereitschaft gerufen und die Bevölkerung eindringlich aufgerufen, Evakuierungsanweisungen aufgrund von Lebensgefahr unbedingt zu folgen. Georgias Gouverneur erklärte den gesamten Bundesstaat zum Notstandsgebiet. In Alabama, Georgia, Virginia und North und South Carolina wurde der Notstand ausgerufen.
Wie bei Hurrikan Francine evakuierten Öl- und Gaskonzerne erneut Förderplattformen im Golf von Mexiko und drosselten die Produktion. Zunächst 16 % der Öl- und 11 % der Gasförderung vor der US-Golfküste fielen somit vorübergehend aus. Im Gegensatz zu „Francine“ zog Helenes Zentrum zwar östlich der Offshore-Anlagen vorbei, aufgrund ihres sehr großen Windfeldes waren laut Meldungen vom Morgen des 26. September aber letztlich 29 % der amerikanischen Ölproduktion des Golfs von Mexiko in den Sturmmodus versetzt und somit vorübergehend stillgelegt.

## Auswirkungen

### Mexiko und Karibik
Helene überschwemmte bei ihrem Vorbeizug an Yucatan Teile der Halbinsel, überflutete Straßen und entwurzelte Bäume. Im westlichen Kuba fiel bei mehr als 200.000 Kunden der Strom aus und wurden einige Ortschaften von der Außenwelt abgeschnitten.

### Vereinigte Staaten

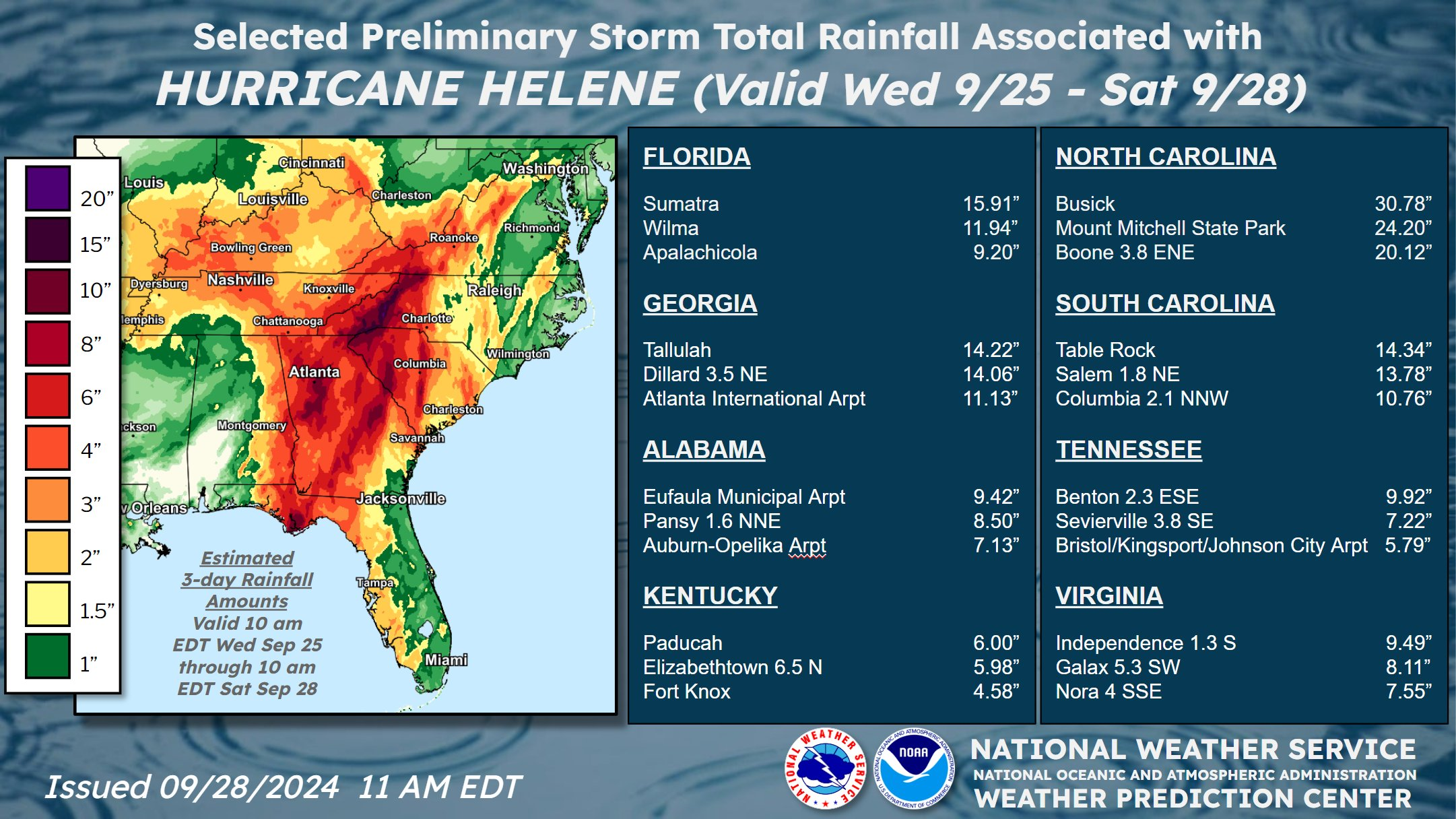
Vorläufige Regenmengen von Helene

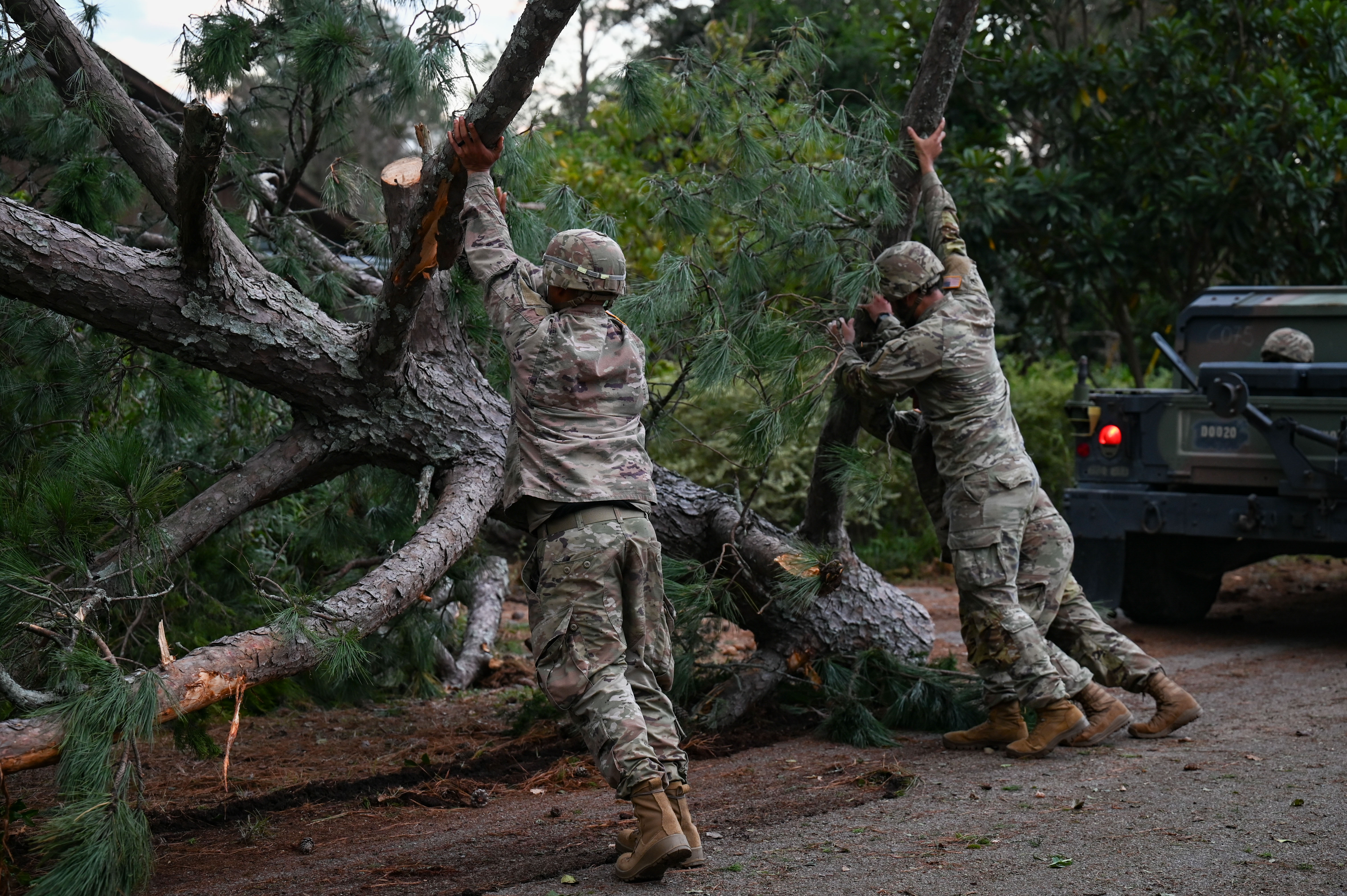
Baumschäden in Augusta (Georgia)

Helene verursachte großflächige Schäden durch Sturmfluten an der Küste, durch Sturm sowie im Binnenland durch teils sturzflutartiges Hochwasser, das durch starke, teils extreme Niederschläge verursacht wurde. Zudem bildeten sich zwischen 25. und 27. September mindestens 21 Tornados, hinzu kamen weitere bei Regen- und Gewitterereignissen, die Helene vorausgingen. Bereits vor Eintreffen des eigentlichen Hurrikans kam es in den Appalachen zu länger andauerndem Regen, wodurch die Böden sehr schnell kein Wasser mehr aufnehmen konnten.
Teils wurden historische Rekord-Regenmengen gemessen, u. a. zwischen 250 und 300 mm in den südlichen Appalachen und dem Florida Panhandle. In mehreren Bundesstaaten fielen mehr als 300 mm Regen, im bergigen Teil North Carolinas zwischen 300 und 600 mm. Im dort gelegenen Busick in North Carolina wurden sogar binnen 48 Stunden rund 750 mm gemessen, binnen drei Tagen rund 800 mm.
Mindestens 247 Menschen kamen ums Leben, Hunderte werden noch vermisst. Damit hat nur Hurrikan Katrina, der 2005 New Orleans verwüstete, in den vergangenen 50 Jahren auf dem US-Festland mehr Todesfälle verursacht. Gemäß der Heimatschutzberaterin der US-Regierung könnten bis zu 600 Menschen aufgrund des Hurrikans ums Leben gekommen sein.
In den vier Bundesstaaten Florida, Georgia, South Carolina und North Carolina fiel bei mehr als 4,3 Mio. Haushalten der Strom aus. Mit Stand 30. September waren immer noch etwa zwei Mio. Anschlüsse ohne Strom.
Die prognostizierte Schadenssumme ist noch vorläufig und wurde mit Bekanntwerden der Schäden immer weiter nach oben korrigiert.
Ging Gallagher Re noch vor Eintreffen des Hurrikans an der Küste von einer Schadenssumme zwischen mindestens 4 und 7 Mrd. US-Dollar, schätzte ein Analyst von Enki-Research die Schadenssumme am 27. September schon auf 25 bis 30 Mrd. US-Dollar an physischen Schäden und Verlusten. Problematisch ist dabei, dass ein großer Teil dieser Schäden nicht versichert ist, da nur etwa 4 % aller Amerikaner eine Versicherung gegen Flutschäden besitzen. Moodys schätzte die Schäden zunächst auf 15 bis 26 Mrd. Dollar, korrigiert sich später aber auf 34 Mrd. Dollar nach oben. CoreLogic bezifferte die Wind- und Flutschäden von Helene auf 30,5 bis 47,5 Mrd. US-Dollar. Auch AccuWeather, die den entstandenen Schaden zunächst inklusive Wirtschaftsschäden auf 95 bis 110 Mrd. Dollar schätzten, korrigierten ihre ursprüngliche Prognose erst auf 145 bis 160 Mrd. Dollar und schließlich Anfang Oktober auf 225 bis 250 Mrd. Dollar nach oben. Vor „Helene“ gab es bislang acht Wirbelstürme, die  einen Schaden von jeweils mehr als 50 Milliarden Dollar anrichteten; der erste war „Andrew“ im Jahr 1992.
In Florida besitzen nur etwa 20 % der Bevölkerung über eine Zusatz-Versicherung gegen Flutschäden. 15–20 % der Bevölkerung verfügen über gar keine Gebäudeversicherung, sind also auch gegenüber Sturmschäden unversichert. Viele große nationale Versicherungsunternehmen bieten in Florida aufgrund der großen Hurrikangefahr überhaupt keine Gebäude-Versicherungen für Neukunden mehr an.

#### Florida

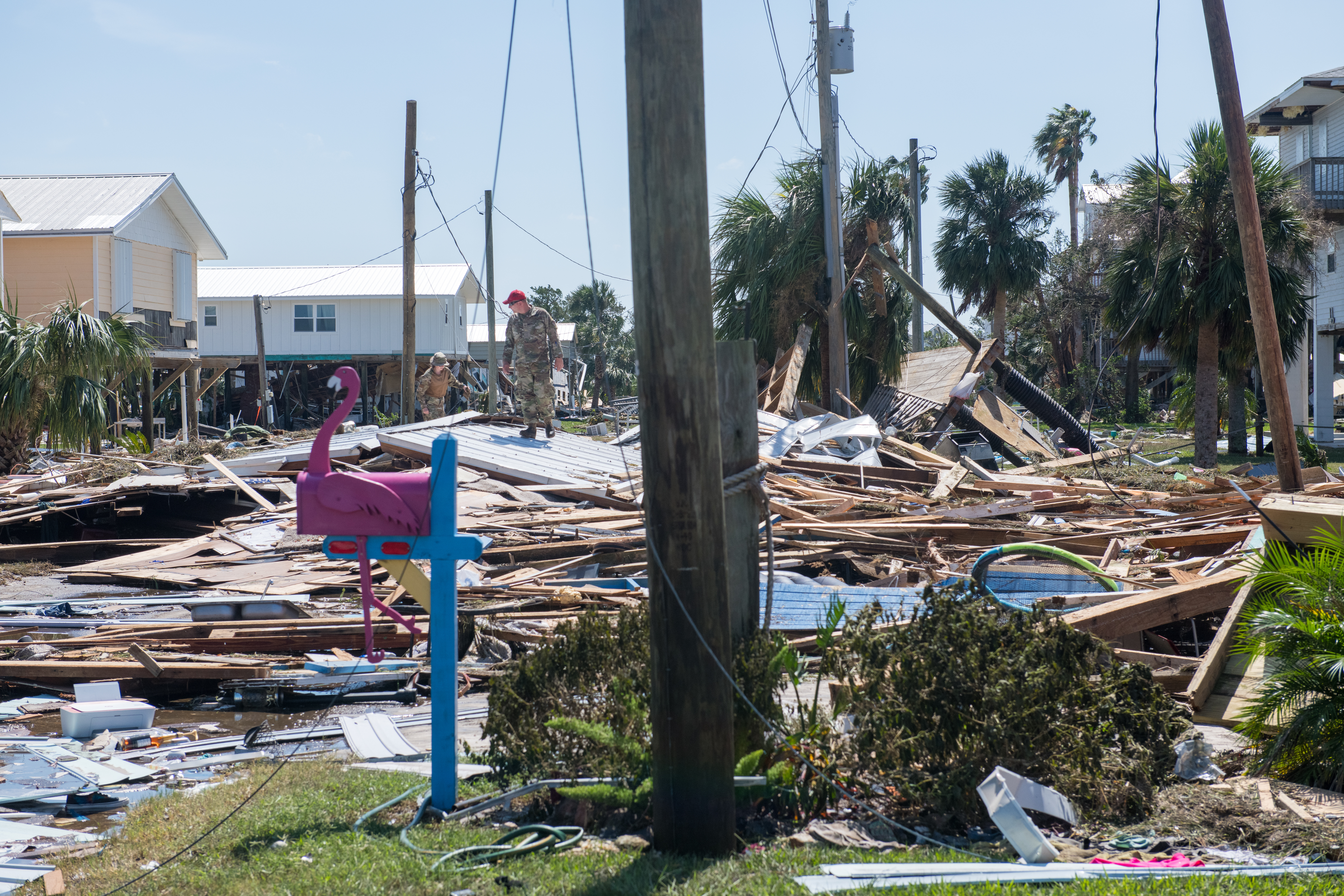
Zerstörte Wohnhäuser in Keaton Beach (Florida)

Ersten Schadensmeldungen vom 27. September zufolge kam es in Florida zu einer Sturmflut, die mehr als 4,5 m Höhe erreichte. Durch Flutwellen und starke Niederschläge wurden zahlreiche Gebäude und Straßen an der Küste und im Binnenland überflutet. Mancherorts stand das Wasser 5 Meter hoch. Besonders schwer getroffen wurde der an der Küste gelegene Ort Keaton Beach, in dem etwa 90 % aller Gebäude zerstört wurden. In Cedar Key waren die Zerstörungen so stark, dass die Siedlung aus Sicherheitsgründen für Rückkehrer abgeriegelt wurde. Auch fielen dort Strom- und Wasserversorgung sowie Abwasser aus.
Drei der sechs Gezeitenpegel mit Langzeitaufzeichnungen (Cedar Key, Clearwater Beach und St. Petersburg) an der Westküste Floridas maßen neue Allzeitrekorde, die die bisherigen teils deutlich übertrafen. In St. Petersburg, wo seit 1947 gemessen wird, wurden 6,3 Fuß (ca. 1,90 m) erreicht, fast anderthalb mal so viel wie bei dem bisherigen Rekordwasserstand von 4 Fuß (1,20 m) im Jahr 1985 während Hurrikan Elena. In Cedar Key, wo seit 1914 gemessen wird, wurden 9,3 Fuß (ca. 2,8 m) gemessen, ebenfalls deutlich mehr als die 6,84 Fuß (ca. 2 m), die 2023 bei Hurrikan Idalia erreicht wurden. In Tampa waren manche Regionen nur noch per Boot zu erreichen. Im benachbarten Pinellas County starben mindestens elf Menschen, die die angeordnete Evakuierung ignoriert hatten. Der zuständige Sheriff erklärte, es habe 1500 Notrufe gegeben, die von den Rettungskräften nicht bearbeitet werden konnten.
Obwohl Helene etwa 200 km vor der Küste vorbeizog, wurden im Raum Tampa Bay Zehntausende Gebäude durch die Flutwelle beschädigt. In Pinellas County gab es ca. 28.000 beschädigte Gebäude, in Pasco County 9.900, und in Manatee County und Sarasota County 8.600. Der Schaden geht in die Milliarden.

#### Georgia
In Georgia ergab sich durch die Zugbahn des Sturmes der ungewöhnliche Umstand, dass für weite Teile des Hinterlandes eine Hurrikanwarnung herausgegeben wurde, während für die Küste des Bundesstaates nur eine Tropensturmwarnung bestand. Am 24. September rief der Gouverneur Brian Kemp in Erwartung des Sturmes den Notstand aus. Schulen und Sehenswürdigkeiten wurden geschlossen sowie Veranstaltungen abgesagt. In Atlanta fielen 282 mm Regen, womit Helene den für die Stadt seit 1886 bestehenden 48-Stunden-Rekord von 243 mm deutlich übertraf. Infolgedessen kam es zu schweren Überflutungen, die sowohl im Süden des Bundesstaates auftraten als auch in den Appalachen. Besonders betroffen war das Einzugsgebiet des Chattahoochee River. Die meisten Personenschäden mit Todesfolge ereigneten sich jedoch durch umstürzende Bäume. In Columbus wurde eine Windböe von 61 km/h gemessen, in Macon 95 km/h und in Augusta 130 km/h.

#### North Carolina

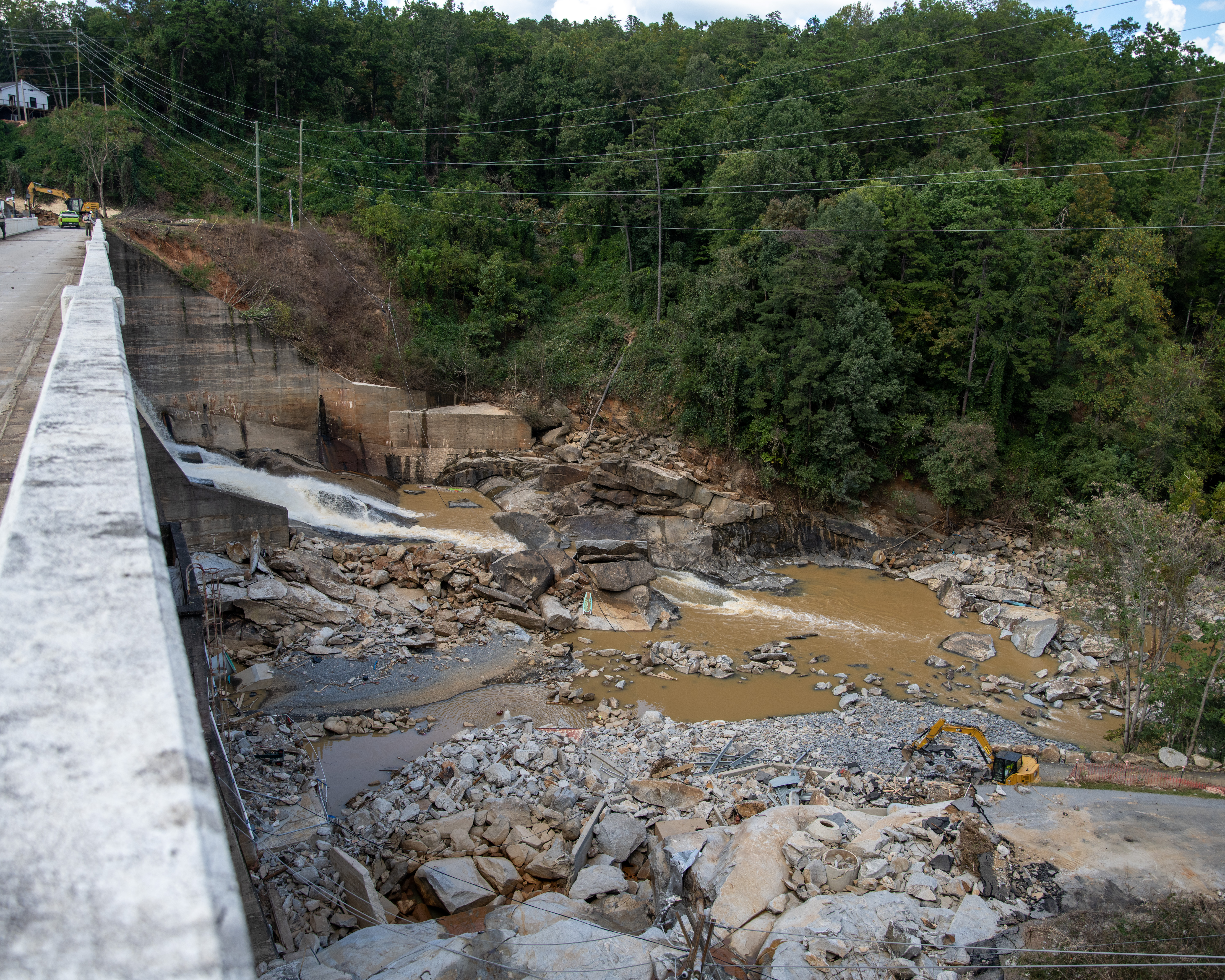
Aufräumarbeiten in North Carolina

In North Carolina traten am 27. September die schwersten Überschwemmungen ein. Der Westen von North Carolina war infolge von Überflutungen und Erdrutschen weitgehend von der Außenwelt abgeschnitten. Allein mindestens 72 bestätigte Todesfälle gab es im Buncombe County in der Gegend um Asheville in den Blue Ridge Mountains. Dort erreichten die Flüsse French Broad River und Swannanoa River nie zuvor gemessene Pegelstände von 7,5 bzw. 8 Metern; der Normalpegel liegt jeweils bei rund 46 Zentimetern. Die besonders schweren Auswirkungen in North Carolina rührten von einer Kaltfront, die kurz vor Eintreffen des Hurrikans bereits bis zum Morgen des 26. September, 9 Uhr, in Asheville rund 180 mm Regen brachte. Die Böden waren daher schon vollkommen gesättigt und der Pegel der Flüsse allein durch dieses Regenereignis bereits auf rund 5 Meter angestiegen. Orte wie Chimney Rock am Oberlauf des Broad River wurden völlig zerstört und praktisch „von der Landkarte radiert“. Am 7. Oktober waren in North Carolina immer noch über 130.000 Menschen von der Stromversorgung abgeschnitten.
Durch Hurrikan Helene wurde auch das in Asheville gelegene National Center for Environmental Information (NCEI) der National Oceanic and Atmospheric Administration (NOAA) schwer beschädigt. Die Einrichtung beherbergt eines der weltweit relevantesten Archive für Wetter- und Klimadaten weltweit. Wegen andauernder Versuche zur Wiederherstellung von Daten und Services verzögerte sich die Veröffentlichung diverser globaler und nationaler Klimaberichte.
Auch der Schulunterricht war schwer betroffen. Ende Oktober 2024, etwa ein Monat nach dem Hurrikan, waren im Westen von North Carolina wegen Infrastrukturschäden immer noch zahlreiche Schulen mit zusammen etwa 76.000 Schülern geschlossen.

#### South Carolina
In South Carolina wurden etwa 300 Häuser zerstört sowie weitere 5200 beschädigt. Zeitweise waren bis zu 1,3 Millionen Menschen ohne Strom, was den größten Stromausfall aller US-Bundesstaaten bei diesem Ereignis darstellte. Der Wind erreichte in Aiken und Anderson 116 km/h sowie in Beaufort 121 km/h. Die größte Menge an Niederschlag fiel in Rocky Bottom in den Blue Ridge Mountains mit 550 mm. Mehrere Flusspegel verzeichneten Allzeitrekorde, so stieg der Reedy River in Greenville auf einen Pegelstand von etwa 4 Metern (normal: etwa 21 cm). Auch der Saluda River und der Broad River stiegen auf historische Höchststände.

#### Tennessee
In Tennessee führten unter anderem der Nolichucky River und der Pigeon River, beides Nebenflüsse des French Broad River, gewaltige Wassermengen. Im Bundesstaat starben insgesamt 15 Menschen. In der Stadt Erwin mussten u. a. 54 Menschen per Hubschrauber von einem Krankenhausdach gerettet werden, nachdem das Krankenhaus überflutet wurde und eine Rettung per Boot nicht mehr sicher möglich war. Im gleichen Ort ertranken sechs Mitarbeiter einer Fabrik, die mutmaßlich das Gelände zunächst nicht verlassen durften und anschließend zu spät evakuiert worden waren. Der Fall wird von den lokalen Behörden untersucht.

## Reaktionen

### Desinformation
Das Extremwetterereignis geschah nur rund fünf Wochen vor den US-Präsidentschaftswahlen 2024 und spielte daher im Wahlkampf eine bedeutsame Rolle.
Insbesondere im Fokus standen Aussagen des republikanischen Präsidentschaftsbewerbers Donald Trump über die vermeintliche Veruntreuung von Geldern, die anstatt zur Katastrophenhilfe zur Unterstützung von illegalen Migranten ausgegeben worden seien. Außerdem behauptete er, republikanischen Wählern in den betroffenen Gebieten würde Hilfe gezielt verweigert werden. Zudem wurde verbreitet, die Betroffenen hätten lediglich Anspruch auf die von der Katastrophenschutzbehörde FEMA ausgezahlte Soforthilfe von 750 US-Dollar, obwohl es sich dabei um eine Soforthilfe, z. B. für Medikamente oder Lebensmittel, handelt und für die vorübergehende Unterbringung der Menschen und den Wiederaufbau der Existenzen weitere finanzielle Hilfen bereitstehen. Zusätzlich verbreitete Trump die Falschbehauptung, dass der Gouverneur des Bundesstaats Georgia, Brian Kemp, Präsident Joe Biden telefonisch nicht habe erreichen können und kein Kontakt bestanden hätte. Kemp selbst bestätigte jedoch Reportern gegenüber das Telefonat mit Biden, wobei er selbst, wie er sagte, zunächst einen Anruf Bidens verpasst habe. Auch die Behauptung Trumps, im Bundesstaat North Carolina seien keine Hubschrauber im Einsatz gewesen, um Menschen zu helfen, entspricht nicht der Wahrheit.    
Die republikanische Abgeordnete Marjorie Taylor Greene unterstellte der US-Regierung sogar, sie sei in der Lage, das Wetter zu kontrollieren, und habe den Hurrikan künstlich erzeugt, um den Abbau von Lithium in den betroffenen Gebieten zu erleichtern. Der Trump-Unterstützer Elon Musk wiederum schrieb wahrheitswidrig, dass die FEMA nicht nur versage, sondern sich auch weigere, andere helfen zu lassen. Die Pressesprecherin des Weißen Hauses, Karine Jean-Pierre, forderte ein Ende der Verbreitung von Desinformation und Verschwörungstheorien. Ansonsten würden Betroffene davon abgeschreckt werden, Unterstützung zu suchen, wenn diese sie am dringendsten benötigten.

### Hilfsmaßnahmen

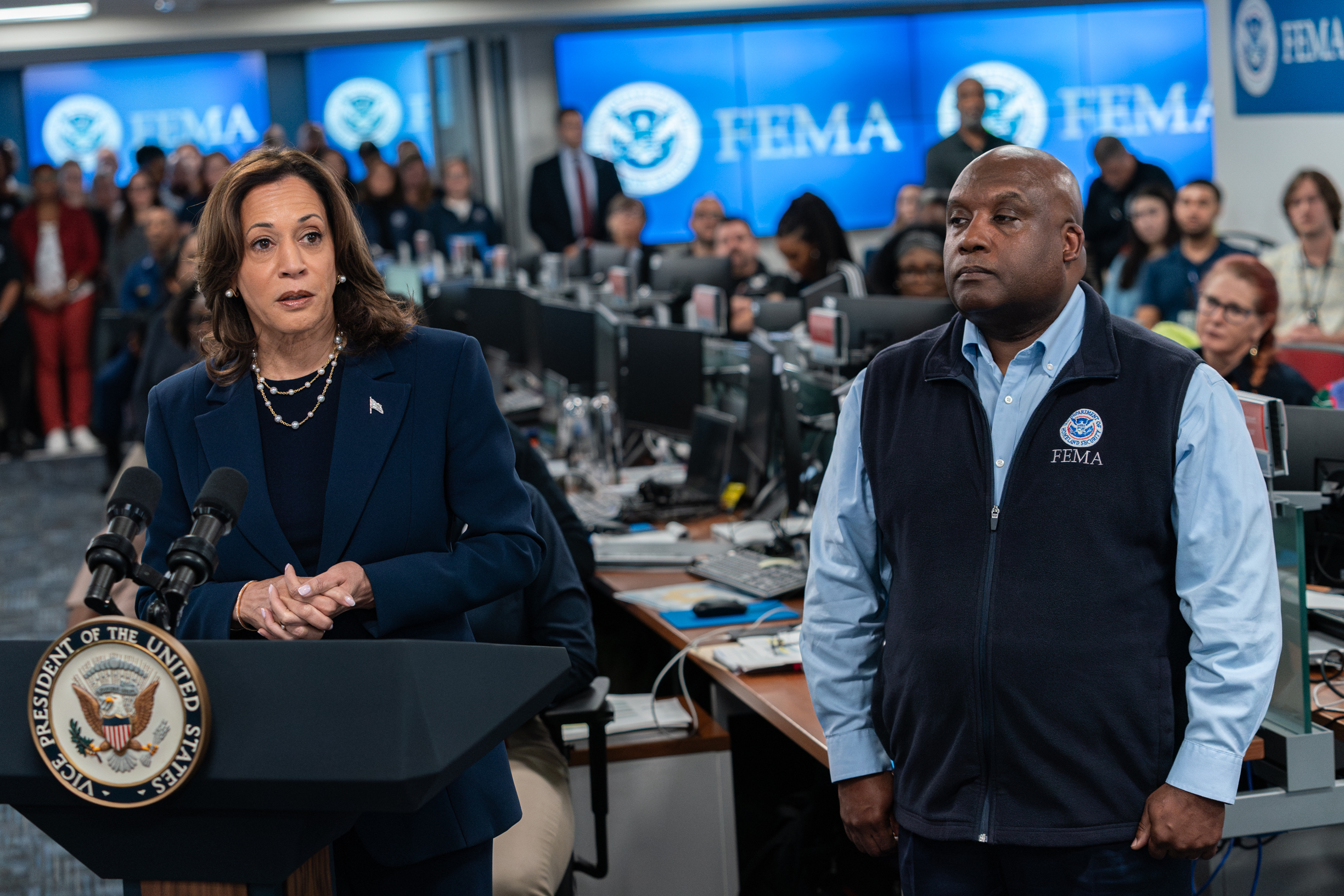
US-Vizepräsidentin Kamala Harris bei einer Stellungnahme im Hauptquartier der FEMA am 30. September 2024

Das Weiße Haus erklärte, man arbeite in der Bewältigung der Folgen des Hurrikans Hand in Hand mit lokalen Ansprechpartnern sowie Führungskräften der betroffenen Bundesstaaten. Unter anderem würden 6000 Kräfte der Nationalgarde aus 12 Bundesstaaten sowie weitere 4800 Einsatzkräfte des Bundes eingesetzt. Die FEMA habe insgesamt über 8,5 Millionen Mahlzeiten, 7 Millionen Liter Wasser, 150 Stromgeneratoren sowie 220.000 Planen bereitgestellt. Alleine in North Carolina seien 1200 Mitarbeiter der FEMA im Einsatz. US-Präsident Joe Biden erklärte zudem, der Bund übernehme speziell in North Carolina für die nächsten sechs Monate alle Kosten, die im Zuge der Aufräumarbeiten und der medizinischen Versorgung anfallen würden. In den fünf Bundesstaaten Florida, Georgia, North Carolina, South Carolina und Tennessee wurde der Gesundheitsnotstand ausgerufen, um den Zugang zu Arzneimitteln und Notfallbehandlungen zu erleichtern. Zusätzliche Kräfte wurden aktiviert, um Todesopfer zu identifizieren sowie die Bestattungsdienste bei ihrer Arbeit zu unterstützen.